# Criminalitatea gulerelor albe
Prin criminalitatea gulerelor albe ne referim la infracțiuni violente sau nonviolente comise în baza unor motivații de natură financiară de indivizi, întreprinderi și funcționari ai statului. A fost definită pentru prima dată de sociologul Edwin Sutherland⁠(d) în 1939 drept „o infracțiune comisă de o persoană respectabilă sau din înalta societate în timpul activității sale profesionale”. Infracțiunile care se încadrează în această categorie sunt neplata salariului⁠(d), frauda, mita, schema Ponzi, tranzacții privilegiate⁠(d), coruperea muncitorilor, delapidare, infracțiuni informatice, încălcarea drepturilor de autor, spălare de bani, furt de identitate și uz de fals⁠(d). Criminalitatea gulerelor albe coincide cu criminalitatea corporativă⁠(d).

## Definiție
Criminologia modernă tinde să clasifice tipul de infracțiune și subiectul:
- După tipul de infracțiune, e.g. infracțiuni contra proprietății private⁠(d), infracțiuni economice⁠(d) și alte infracțiuni corporative precum încălcarea legislației mediului⁠(d) și a sănătății. Unele infracțiuni sunt posibile numai datorită funcției ocupate de criminal, e.g. spălarea transnațională de bani este efectuată cu ajutorul unor angajați cu experiență ai băncilor.  Biroul Federal de Investigații a adoptat însă o definiție mai precisă a infracțiunilor comise de gulerele albe: „acele fapte ilegale realizate prin înșelăciune, secretizare și abuz de încredere, respectiv care nu depind de aplicarea sau amenințarea victimei cu violență fizică” (1989, 3). Deși nu se cunoaște amploarea și costurile acestui tip de criminalitate, FBI și Association of Certified Fraud Examiners⁠(d)  estimează că la nivelul Statelor Unite, pierderile anuale se încadrează între 300 și 600 de miliarde de dolari.[5]
- După tipul de infractor, e.g. după clasa socială sau statutul socio-economic, ocuparea unor poziții de încredere⁠(d) sau profesii, respectiv nivelul de studii; analizarea temeiurilor care motivează comportamentul infracțional, e.g. aviditate sau frica de a-și păta reputație când are dificultăți financiare.[6] Shover și Wright menționează că - din punct de vedere legal - doar fapta comisă face subiectul legii, nu și caracterul individului care a efectuat-o. Prin urmare, singurul mod prin care o infracțiune diferă de alta este prin istoricul și trăsăturile autorilor.[7]
- După cultura organizațională. Appelbaum și Chambliss oferă o definiție dublă:[8]
  - Infracțiuni profesionale⁠(d) - infracțiuni comise cu scopul de a promova interese personale (de exemplu: prin modificarea unor documente sau înșelarea clienților).
  - Infracțiuni organizaționale sau corporative - infracțiuni comise de liderii unor companii cu scopul de a obține beneficii pentru propriile afaceri (de exemplu: prin suprataxare sau fixarea prețului, publicitate falsă⁠(d) etc.).